# Comuna Mîhîrînți, Teofipol
Mîhîrînți (în ucraineană Михиринці) este o comună în raionul Teofipol, regiunea Hmelnîțkîi, Ucraina, formată din satele Mali Jerebkî și Mîhîrînți (reședința).

## Demografie
Componența lingvistică a comunei Mîhîrînți
     Ucraineană (99,38%)
     Alte limbi (0,62%)
Conform recensământului din 2001, majoritatea populației comunei Mîhîrînți era vorbitoare de ucraineană (99,38%), existând în minoritate și vorbitori de alte limbi.